# Кубок Бразилії з футболу
Кубок Бразилії з футболу (порт. Copa do Brasil) — футбольний кубковий турнір національного рівня в Бразилії, який проводиться щорічно бразильською конфедерацією. З 2021 року у ньому беруть участь 92 футбольні команди, які представляють усі 26 штатів Бразилії плюс федеральний округ. 
Від початку заснування турніру в 1989 році переможець Кубка Бразилії отримує право виступати в розіграші Кубка Лібертадорес наступного сезону. З 2001 по 2012 роки Кубок Бразилії проводився в першому півріччі і у зв'язку з напруженим графіком команди, що грали у Кубку Лібертадорес, не брали в ньому участь. Таким чином володар Кубка Бразилії не захищав свій титул наступного року через змагання за Кубок Лібертадорес. Але це дозволило меншим командам мати більше шансів на успіх, оскільки не тільки переможець національного кубку, а й найкращі клуби чемпіонату грають в континентальних змаганнях.

## Формат змагання
Участь у турнірі клуби беруть згідно з результатами чемпіонатів штатів, що передували початку розіграшу Кубка. Також важливе значення при визначенні учасників мають рейтинги, розроблені CBF. Бали клубам нараховуються за підсумкове місце в трьох дивізіонах чемпіонату країни. За участь в Кубку Бразилії клубам також нараховуються очки.
Таким чином складається рейтинг клубів. Рейтинг же штатів складається шляхом простого підсумовування всіх рейтингів клубів конкретних штатів.
За багато років система рейтингів клубів і штатів лише підтвердила очевидне - у Бразилії існує група команд-титанів, які в основному представляють 4 найсильніші штати. Також є команди і штати, що активно борються за попадання в еліту. У цей час 5-им за силою штатом є штат Парана, хоча в різні роки це були Баія, Пернамбуку.
На першому етапі до числа учасників Кубка Бразилії включають 10 найсильніших клубів з рейтингу, яке б місце клуб не зайняв в чемпіонаті свого штату і в якій би Серії (А, B, C) зараз клуб не перебував. 10 місць повинні бути зарезервовані, але тут з 2001 по 2012 роки в хід вступало правило неучасті у Кубку Бразилії поточних учасників Кубка Лібертадорес. Враховуючи що, як правило, в найпрестижнішому клубному турнірі Південної Америки беруть участь більшість команд з першої десятки рейтингу, на таке зарезервоване місце може розраховувати навіть 14 або 15 клуб історичного рейтингу. Але взагалі в Бразилії прийнято говорити про Клуб Тринадцяти - найтитулованіших і поважаних команд, які в будь-якому випадку беруть участь або в Кубку Бразилії, або в Кубку Лібертадорес. Потім клуби добирають відповідно до рейтингів штатів, за підсумками якраз чемпіонатів штатів.
Кубок Бразилії є можливістю для команд з невеликих штатів грати проти великих команд і епізодичне вбивство гігантів є звичайною справою протягом всієї історії змагання.
З 2001 по 2012 роки всі 64 клуби починають участь зі стадії 1/32 фіналу. Всі стадії турніру, включаючи фінал, проходять в 2 матчі — на своєму полі і на полі суперника. У перших двох раундах команда гостей автоматично проходить у наступний раунд, якщо вони побили господарів з різницею 2 м'ячі або більше в першому матчі.

### Делегування клубів за штатами в Кубок Бразилії 2010
| Кількість клубів | Штати |
| ---------------- | --- |
| 3                | Сан-Паулу, Ріо-де-Жанейро, Ріу-Гранді-ду-Сул, Мінас-Жерайс, Парана |
| 2                | Пернамбуку, Баїя, Гояс, Санта-Катаріна, Сеара, Пара, Алагоас, Ріу-Гранді-ду-Норті, Еспіріту-Санту, Мараньян, Федеральний округ, Мату-Гросу-ду-Сул, Параїба, Амазонас, Сержипі, Піауї, Мату-Гросу |
| 1                | Акрі, Рондонія, Токантінс, Амапа, Рорайма |

З 2021 року в кубку беруть участь 92 команди. В першому раунді в боротьбу вступають 80 команд. Після двох раундів залишаються 20 переможців, до яких в третьому (1/32 фіналу) додаються 12 команд, серед яких минулорічні чемпіони бразильської Серії B, Кубка Нордесте, Кубка Верді та команди, що пройшли кваліфікацію до Кубка Лібертадорес. Результати першого та другого раундів турніру вирішуються одним поєдинком, а починаючи з третього — двома матчами.

## Історія

### Taça Brasil
В історії турніру виділяються 2 етапи. З 1959 по 1968 рік у Бразилії проводився турнір, який називався Taça Brasil (Трофей Бразилії, або Чаша Бразилії). Це був перший загальнонаціональний бразильський турнір — до того існували лише чемпіонати штатів і регіональні змагання (Кубок Ріо-Сан-Паулу). Переможець Taça Brasil представляв Бразилію в Кубку Лібертадорес і в самій Бразилії цей турнір іноді ототожнюють з чемпіонатом країни, який з'явився лише в 1971 році. Після скасування Taça Brasil путівка в Кубок Лібертадорес виявлялася через Кубок Робертао, а з 1971 року — через єдиний офіційний чемпіонат Бразилії.
У кінці 2010 року КБФ ухвалила революційне рішення — прирівняла старий Кубок Бразилії (Чаша Бразилії, або Трофей Бразилії) і Кубок Робертао до титулів чемпіона країни. Таким чином, найбільш титулованими клубами країни з точки зору перемог в єдиних загальнобразильських турнірах стали «Сантос» (виграв за часів Пеле 5 поспіль Кубків Бразилії і один Кубок Робертао) і «Палмейрас» (по два рази вигравав [старий] Кубок Бразилії і Кубок Робертао, причому 1967 року — обидва турніри).

### Copa do Brasil
Із зростанням кількості учасників у Кубку Лібертадорес з'явилася можливість виставляти більшу кількість представників від Бразилії. У 1989 році було вирішено відродити Кубок країни, з новим форматом і навіть назвою  - Copa do Brasil.

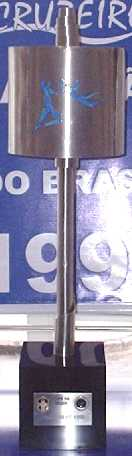
Кубок Бразилії
(1994—2001)

Фінали
| Розіграш | Переможець          | Фіналіст            | Рахунок           |
| -------- | ------------------- | ------------------- | ----------------- |
| 1989     | Ґреміу              | Спорт Ресіфі        | 0:0; 2:1          |
| 1990     | Фламенго            | Гояс                | 1:0; 0:0          |
| 1991     | Крісіума            | Ґреміу              | 1:1; 0:0          |
| 1992     | Інтернасьональ      | Флуміненсе          | 1:2; 1:0          |
| 1993     | Крузейру            | Ґреміу              | 0:0; 2:1          |
| 1994     | Ґреміу              | Сеара               | 0:0; 1:0          |
| 1995     | Корінтіанс-Пауліста | Ґреміу              | 2:1; 1:0          |
| 1996     | Крузейру            | Палмейрас           | 1:1; 2:1          |
| 1997     | Ґреміу              | Фламенго            | 0:0; 2:2          |
| 1998     | Палмейрас           | Крузейру            | 0:1; 2:0          |
| 1999     | Жувентуде           | Ботафогу            | 2:1; 0:0          |
| 2000     | Крузейру            | Сан-Паулу           | 0:0; 2:1          |
| 2001     | Ґреміу              | Корінтіанс-Пауліста | 2:2; 3:1          |
| 2002     | Корінтіанс-Пауліста | Бразильєнсе         | 2:1; 1:1          |
| 2003     | Крузейру            | Фламенго            | 1:1; 3:1          |
| 2004     | Санту-Андре         | Фламенго            | 2:2; 2:0          |
| 2005     | Пауліста            | Флуміненсе          | 2:0; 0:0          |
| 2006     | Фламенго            | Васко да Гама       | 2:0; 1:0          |
| 2007     | Флуміненсе          | Фігейренсе          | 1:1; 1:0          |
| 2008     | Спорт Ресіфі        | Корінтіанс-Пауліста | 1:3; 2:0          |
| 2009     | Корінтіанс-Пауліста | Інтернасьональ      | 2:0; 2:2          |
| 2010     | Сантус              | Віторія             | 2:0; 1:2          |
| 2011     | Васко да Гама       | Корітіба            | 1:0; 2:3          |
| 2012     | Палмейрас           | Корітіба            | 2:0; 1:1          |
| 2013     | Фламенгу            | Атлетіку Паранаенсе | 1:1; 2:0          |
| 2014     | Атлетіку Мінейру    | Крузейру            | 2:0; 1:0          |
| 2015     | Палмейрас           | Сантос              | 0:1; 2:1 пен. 4:3 |
| 2016     | Греміу              | Атлетіку Мінейру    | 3:1; 1:1          |
| 2017     | Крузейру            | Фламенгу            | 1:1; 0:0 пен. 5:3 |
| 2018     | Крузейру            | Корінтіанс          | 1:0; 2:1          |
| 2019     | Атлетіку Паранаенсі | Інтернасьйонал      | 1:0; 2:1          |
| 2020     | Палмейрас           | Греміо              | 1:0; 2:0          |
| 2021     | Атлетіку Мінейру    | Атлетіку Паранаенсі | 4:0; 2:1          |
| 2022     | Фламенгу            | Корінтіанс          | 0:0; 1:1 пен. 6:5 |
| 2023     | Сан-Паулу           | Фламенгу            | 1:0; 1:1          |
| 2024     | Фламенгу            | Атлетіку Мінейру    | 3:1; 1:0          |

## Цікаві факти
- Двічі, причому поспіль (2004 і 2005), Кубок Бразилії вигравала команда, яка виступала в Серії B - «Пауліста Жундіаї» і «Санту-Андре» відповідно.

- Тому що це змагання з вибуванням, в кубку відбувається багато драматичних матчів. Але слід зазначити, що деякі з гігантів бразильського футболу, такі як «Васко да Гама», «Ботафогу», «Сан-Паулу» і «Атлетіко Мінейру» ніколи не вигравали Кубок Бразилії.

- «Ґреміу» (1989, 1994 і 1997), «Крузейру» (2000 та 2003), «Корінтіанс-Пауліста» (1995), «Крісіума»(1991) і «Фламенго» (1990), вигравали кубок без жодної поразки.

- Переможець автоматично має право на Кубок Лібертадорес у наступному році, що не дозволяє команді виграти кубок двічі поспіль.

- Правило виїзного гола використовується в Кубку Бразилії, що є незвичайною особливістю в порівнянні з іншими південноамериканськими змаганнями. Наприклад, Кубок Лібертадорес не мав цього правила до 2005 року.